# شانلي أورفا سبور
نادي شانلي أورفا سبور هو نادي تركي من منطقة أورفة تأسس عام 1969 و يلعب في الدوري التركي الدرجة الاولى

## روابط إضافية
- (بالتركية)